# Вёшки (деревня, городской округ Мытищи)
Вёшки, Вешки — деревня в городском округе Мытищи Московской области России.

## География
Деревня расположена в южной части Мытищинского района, примерно в 2,5 км к северу от МКАД и в 5 км к западу от Мытищ. Через деревню проходит Алтуфьевское шоссе. Абсолютная высота — 174 метра над уровнем моря. Близлежащие населённые пункты — посёлок Вешки, деревня Бородино, деревня Сгонники, деревня Ховрино, посёлок Нагорное и деревня Беляниново.

## История
Первые упоминания о «сельце Вешки» относятся к 1623 году. Первоначально Вешки являлись вотчиной князя Ивана Ивановича Лобанова-Ростовского, которую он делил с боярином, приближённым Ивана Грозного С. В. Колтовским. В 1680 году село переходит во владение дворянского рода Савёловых, владевших Вешками вплоть до 1769 года. Примерно в тот же период времени в Вешках строился деревянный храм, который просуществовал до XIX века, а затем был перестроен церковь в стиле ампир.
Усадьба Вешки была основана в 1770-е годы помещицей Ф. И. Алмазовой и включала в себя барский дом и пейзажный парк. В 1830-е годы усадьбой владела Н. И. Яковлева, а затем сёстры М. С. Панова и П. С. Уланова, Немцов и А. К. Еремеев. В 1882 году Вешки перешли в собственность фабрикантов Третьяковых. На проходившей в 1895 году Всероссийской сельскохозяйственной выставке имение В. П. Третьякова было признано «образцовым». В 1909 году, согласно завещанию К. В. Третьякова, усадьба переходит в собственность Московского общества сельского хозяйства.
В 1940—1950 годах в Вешках складывается производственная зона с жилыми многоквартирными домами. В 1949 году в деревне была основана фабрика по производству строительных деталей.
В настоящее время от барской усадьбы в деревне сохранился липовый парк с прудом.
В окрестностях деревни располагались правительственные дачи, в которых в разное время жили Ворошилов, Шеварднадзе, Кириленко.
После 1994 года вокруг деревни вырос коттеджный посёлок Новые Вешки.

## Население
По данным Всероссийской переписи, в 2010 году численность населения деревни составляла 92 человека (42 мужчины и 50 женщин). Возрастная структура населения характеризовалась следующими данными: трудоспособное население составляло 50 чел. (54 %) от общей численности населения, лица старше трудоспособного возраста — 29 чел. (32 %), моложе трудоспособного возраста — 13 чел. (14 %).
| 1852 | 1859 | 1890 | 1899 | 1926 | 2002 | 2010 |
| ---- | ---- | ---- | ---- | ---- | ---- | ---- |
| 155  | ↗200 | ↗305 | ↘202 | ↗270 | ↘231 | ↘92  |

## Улицы
Уличная сеть деревни состоит из 16 улиц:
- Ботаническая ул.
- Весенняя ул.
- Вишнёвая ул.
- Восточная ул.
- Выставочная ул.
- Изумрудная ул.
- Луговая ул.
- Новая ул.
- Полевая ул.
- Прибрежная ул.
- Прохладная ул.
- Садовая ул.
- Светлая ул.
- Северная ул.
- Солнечная ул.
- Тенистая ул.